# بندارگووو (شهرستان پلیس)
بندارگووو (به لهستانی:  Będargowo) یک روستا در لهستان است که در گمینا کووباسکووو واقع شده‌است. بندارگووو ۲۲۰ نفر جمعیت دارد.